# 3M22 Zirkon

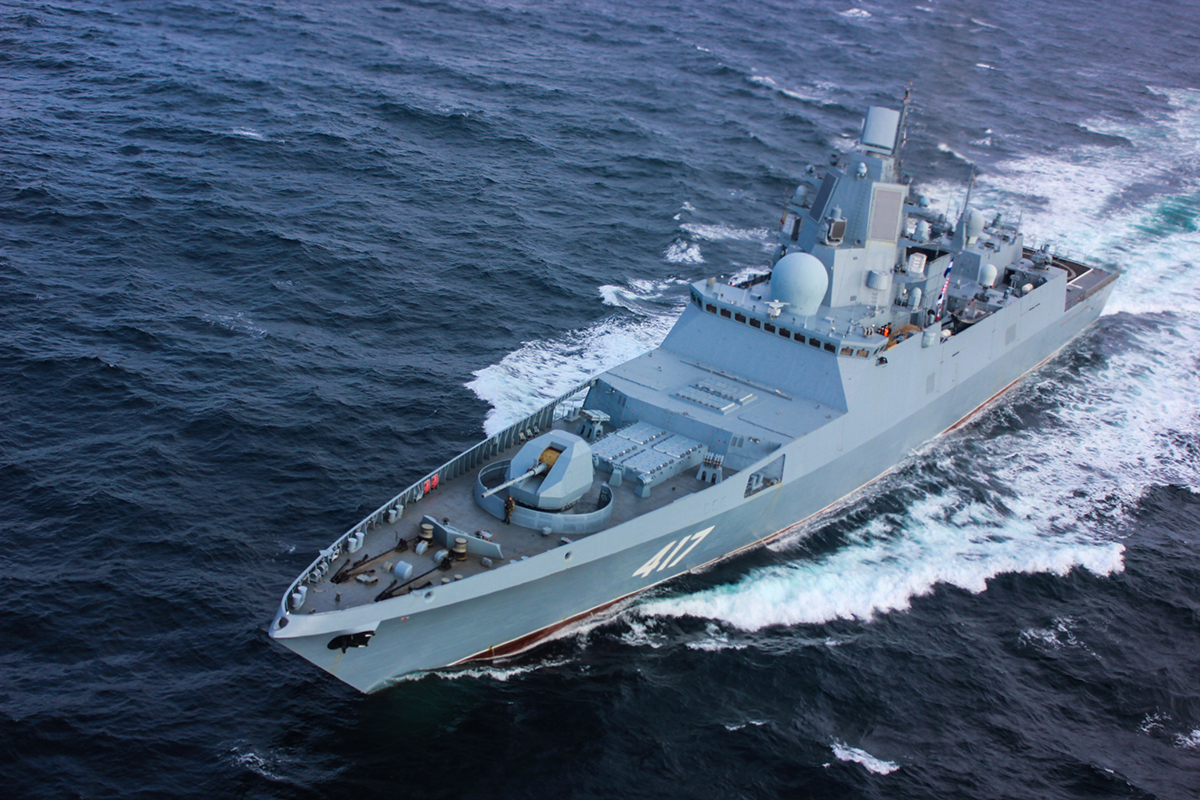
Het fregat Admiral Gorsjkov

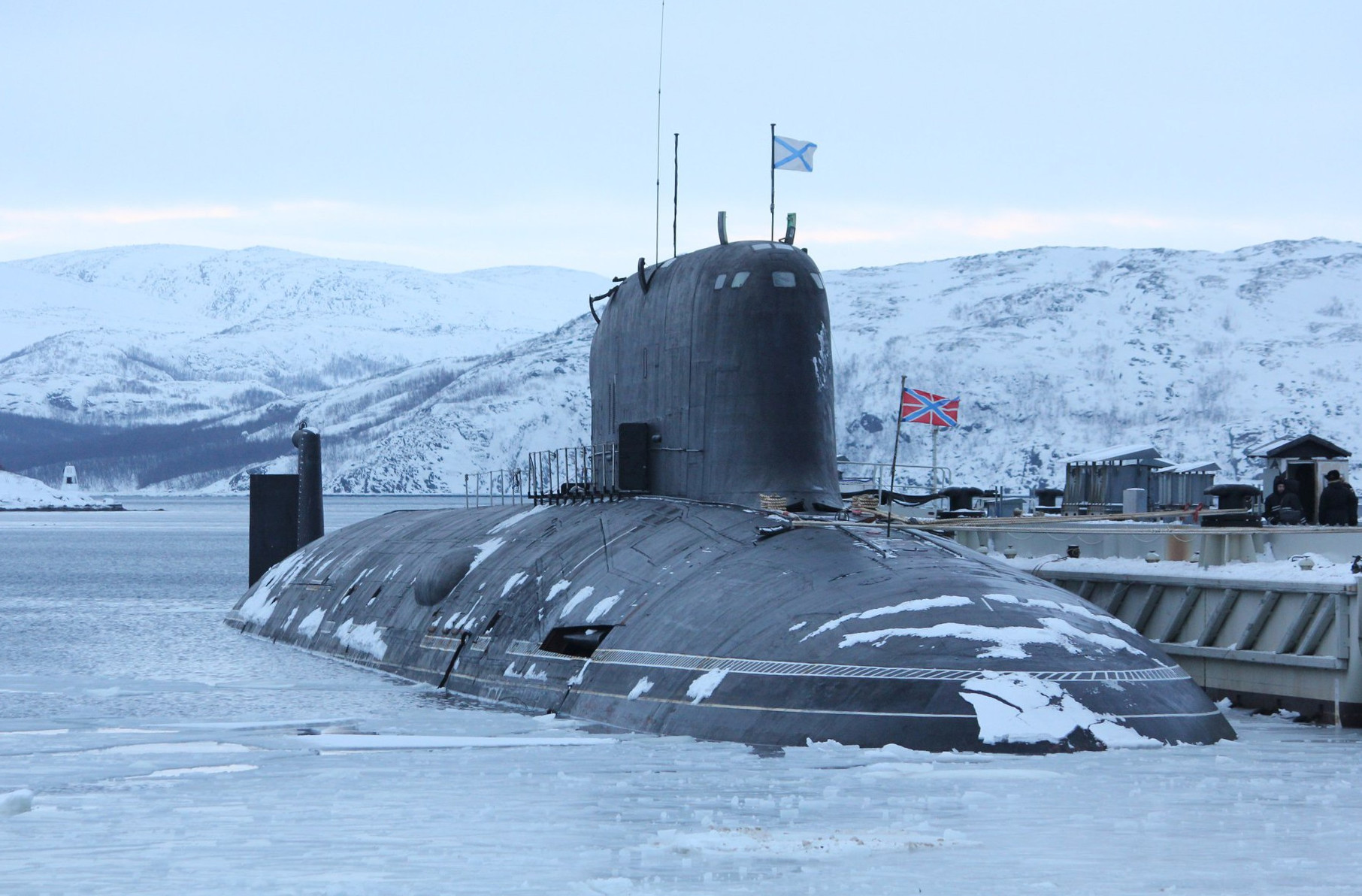
De onderzeeboot Severodinsk K-560

3M22 Zirkon (Russisch: Циркон) is een Russische  hypersonische tweetraps kruisvluchtwapen die een kernkop tot 200 kiloton TNT-equivalent kan dragen. Ze wordt gelanceerd vanaf een onderzeeboot, een schip, een bommenwerper, of vanop land. Bureau NPO Mashinostroyeniya ontwierp Zirkon om een vliegdekschip of een havenstad te vernietigen.
De Russische president Vladimir Poetin noemde het wapen op 1 maart 2018 voor de Federatieve Vergadering van Rusland als een van de zes wapens in antwoord op de terugtrekking in 2002 van de Verenigde Staten uit het ABM-verdrag.
Ze is 9 m lang met 0,6 m diameter. De booster op vaste brandstof versnelt tot supersonische snelheid en vanaf dan gebeurt de aandrijving tot mach 9 met een scramjet op vloeibare brandstof Decilin-M JP-10 of Vesti-1 voor een bereik tot 2000 km en tot 15 km hoog, maar ze kan ook laag over de zee scheren en de koers wijzigen.
De hypersonische snelheid veroorzaakt een plasma dat radiogolven absorbeert, waardoor de raket moeilijk waarneembaar is op radar.
Een Toepolev Tu-22M3 bommenwerper lanceerde in 2013 een prototype.
In 2015 is een Zirkon gelanceerd vanaf de grond.
Begin januari 2020 trof een Zirkon vanaf het fregat Admiral Gorsjkov in de Barentszzee een doelwit in de Oeral en op 7 oktober van de Witte Zee naar de Barentszzee op 450 km en op 11 december 2020 van de Witte Zee naar Oblast Archangelsk 350 km ver en op 19 juli 2021 van de Witte Zee naar de Barentszzee.
Op 18 en 29 november en 16 en 24 december 2021 en 19 februari 2022 volgden nog lanceringen tegen doelen op land en op zee.
Op 4 oktober 2021 lanceerde de onderzeeboot ‘’Severodvinsk (K-560)’’ twee Zirkon vanaf de Barentszzee: eerst vanaf de oppervlakte en dan van 40 m diep.
De kruisers Admiral Nachimov en Peter Veliki dragen elk 72 Zirkons.
Ook fregatten en korvetten worden ermee bewapend, waaronder de Admiral Gorsjkov.
Op 28 maart 2025 liet Vladimir Poetin de kernonderzeeboot Perm te water bewapend met Zirkon.
De Indische BrahMos-II lijkt op de Zirkon.